# Кабелл (округ)
Округ Кабелл (англ. Cabell County) располагается в США, штате Западная Виргиния. Официально образован 2 января 1809 года, получил своё название в честь американского политического и государственного деятеля Уильяма Кабелла. По состоянию на 2012 год, численность населения составляла 96 974 человека.

## География
По данным Бюро переписи США, общая площадь округа равняется 746 км², из которых 728 км² суша и 18 км² или 2,4 % это водоёмы.

### Соседние округа
- Мейсон (Западная Виргиния) — северо-восток
- Патнам (Западная Виргиния) — восток
- Линкольн (Западная Виргиния) — юго-восток
- Уэйн (Западная Виргиния) — юго-запад
- Лоренс (Огайо) — запад
- Галлия (Огайо) — восток

## Демография
По данным переписи населения 2000 года в округе проживает 96 784 жителя в составе 41 180 домашних хозяйств и 25 490 семей. Плотность населения составляет 133 человека на км². На территории округа насчитывается 45 615 жилых строений, при плотности застройки 63 строений на км². Расовый состав населения: белые — 93,37 %, афроамериканцы — 4,29 %, коренные американцы (индейцы) — 0,18 %, азиаты — 0,77 %, гавайцы — 0,04 %, представители других рас — 0,20 %, представители двух или более рас — 1,14 %. Испаноязычные составляли 0,68 % населения независимо от расы.
В составе 25,20 % из общего числа домашних хозяйств проживают дети в возрасте до 18 лет, 47,10 % домашних хозяйств представляют собой супружеские пары проживающие вместе, 11,60 % домашних хозяйств представляют собой одиноких женщин без супруга, 38,10 % домашних хозяйств не имеют отношения к семьям, 31,30 % домашних хозяйств состоят из одного человека, 12,50 % домашних хозяйств состоят из престарелых (65 лет и старше), проживающих в одиночестве. Средний размер домашнего хозяйства составляет 2,77 человека, и средний размер семьи 2,85 человека.
Возрастной состав округа: 20,00 % моложе 18 лет, 13,50 % от 18 до 24, 26,80 % от 25 до 44, 23,60 % от 45 до 64 и 16,00 % от 65 и старше. Средний возраст жителя округа 38 лет. На каждые 100 женщин приходится 91,40 мужчин. На каждые 100 женщин старше 18 лет приходится 88,50 мужчин.
Средний доход на домохозяйство в округе составлял 28 479 USD, на семью — 37 691 USD. Среднестатистический заработок мужчины был 31 780 USD против 22 243 USD для женщины. Доход на душу населения составлял 17 638 USD. Около 13,70 % семей и 19,20 % общего населения находились ниже черты бедности, в том числе — 24,60 % молодежи (тех кому ещё не исполнилось 18 лет) и 10,80 % тех кому было уже больше 65 лет.